# Serra de la Cogullada
La Serra de la Cogullada és una serra situada als municipis d'Olèrdola a la comarca de l'Alt Penedès i Canyelles a la del Garraf, amb una elevació màxima de 362 metres.